# 데이비드 매밋

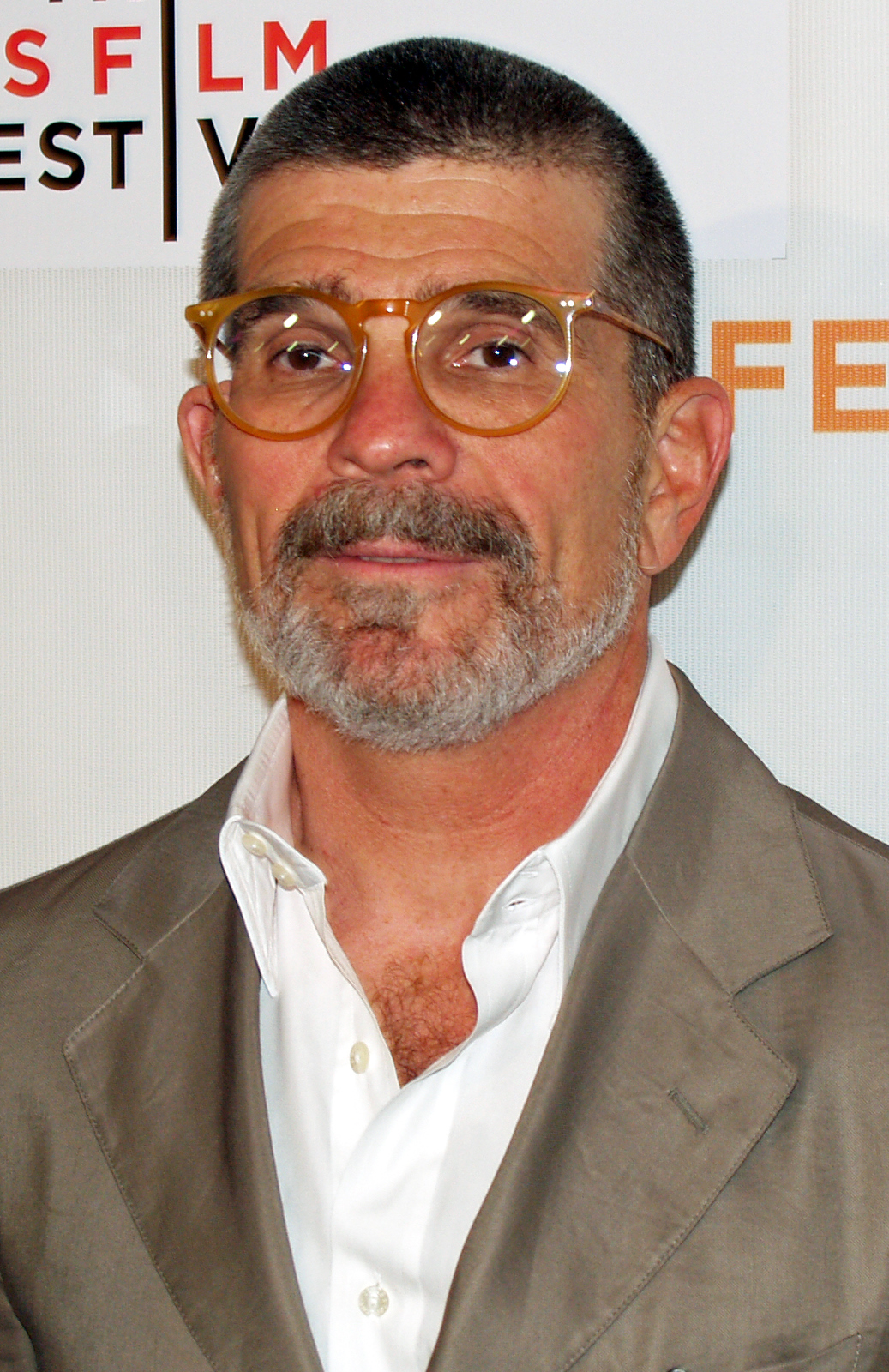
데이비드 매밋

데이비드 앨런 매밋(David Alan Mamet, 1947년 11월 30일 ~ )은 미국의 극작가, 시나리오 작가, 연출가, 영화 감독이다. 현대 미국 연극계를 대표하는 극작가 중 한명이다.